# Lisa Kaltenegger
Lisa Kaltenegger   (Kuchl, 4 de març de 1977) és una astrònoma austríaca líder mundial amb experiència en el modelatge i caracterització d'exoplanetes i la recerca de vida. L'1 de juliol de 2014, va ser nomenada professora associada d'astronomia a la Universitat Cornell. Anteriorment, va ocupar un càrrec conjunt a l'Institut Max Planck d'astronomia a Heidelberg, on va ser líder del grup de recerca Emmy Noether per al grup Superterres i vida, i al Centre d'Astrofísica Harvard-Smithsonian a Cambridge (Massachusetts). Va ser nomenada professora el 2008 a la Universitat Harvard i el 2011 a la Universitat de Heidelberg.